# Glorious (groupe)
Glorious est un groupe musical chrétien catholique français, originaire de Valence, et établi à Lyon en Rhône-Alpes. Il est formé en 2002, à la suite des Journées mondiales de la jeunesse, par trois frères valentinois. Très vite, il rencontre un succès auprès des jeunes catholiques français et suscite la curiosité des médias. Cependant, en 2007, le groupe est contraint de s'arrêter pour des raisons financières et revient un an et demi plus tard avec le projet Lyon Centre, animant chaque semaine une soirée de louange tout en poursuivant les concerts dans toute la France.
Glorious compte, depuis 2000, quatorze albums studios publiés chez Rejoyce Musique. Ils comptent aussi trois albums live, enregistrés au rassemblement le Frat en 2011, 2013 et 2015 ainsi qu'un single Une vie pour une génération, chanson hommage au pape Jean-Paul II. Leur dernier album Yeshua sort en septembre 2024. Entre 2002 et 2018, ils ont vendu environ 200 000 albums.
Le style musical de Glorious s'apparente au rock chrétien et à l'électro-pop, dans un style que le groupe qualifie de « pop louange ». De manière plus générale, Glorious s'inscrit dans le mouvement de la musique chrétienne contemporaine.

## Biographie

### Débuts
Le groupe est formé en 2002, par trois frères originaires de Valence : Aurélien (23 ans), Benjamin (20 ans) et Thomas Pouzin (18 ans). La fratrie grandit dans une famille catholique pratiquante et leur frère ainé, Benoît, les initie à la musique. Les Journées mondiales de la jeunesse de 2000 les marquent fortement et les incitent à lancer leur groupe. Leur premier album, Glorious, se vend à 30 000 exemplaires, et le groupe rencontre un succès inattendu. 
Entre 2002 et 2005, le groupe joue plus de 150 concerts en France dans des aumôneries, églises et écoles catholiques, pour un public assez jeune. Il devient rapidement populaire auprès des jeunes catholiques, mais arrive à percer au-delà, en particulier grâce à sa communication. Plusieurs médias nationaux s'y intéressent, et Glorious a quelques passages télévision, invités dans On a tout essayé avec Laurent Ruquier ou à l'émission Tout le monde en parle, présenté par Thierry Ardisson. 
Glorious devient alors le premier groupe catholique en France à adopter une démarche professionnelle, même si seul Aurélien Pouzin perçoit un salaire et que toutes les recettes du premier l'album sont réinvesties pour la tournée. Un deuxième CD, Libre, sort en 2003. Néanmoins, la tournée qui s'ensuit ne rencontre pas autant de succès et les frères Pouzin s'interrogent même sur l'opportunité de continuer. 
En 2005, le groupe sort le single Une vie pour une génération en hommage au pape Jean-Paul II. 
En 2006, ils enregistrent leur troisième album Des ombres et des lumières, un album aux sonorités rock influencées par U2, Radiohead ou Coldplay. Jean Prat rejoint le groupe en tant que batteur. 

### Arrêt (2007)
En juin 2007, un an après la sortie de leur troisième album Des ombres et des lumières, les trois frères Pouzin décident d'arrêter Glorious. En effet, les difficultés financières s'accumulent.  Malgré l'intérêt qu'il avait suscité dans les médias, le groupe n'est pas diffusé dans les radios généralistes ; d'autre part, il ne reçoit pas le soutien espéré des paroisses et des évêques. Enfin, « le virage rock et les paroles moins explicites de leurs albums Libre et Des ombres et des lumières a déstabilisé une partie de leurs fans ». Pour Famille chrétienne, c'est « une déception à la hauteur des débuts tonitruants » du groupe.
Thomas Pouzin part en mission humanitaire au Cameroun, tandis que son frère Aurélien part travailler dans l'évènementiel et que Benjamin entame une formation de théologie et de philosophie.

### Retour (2008)

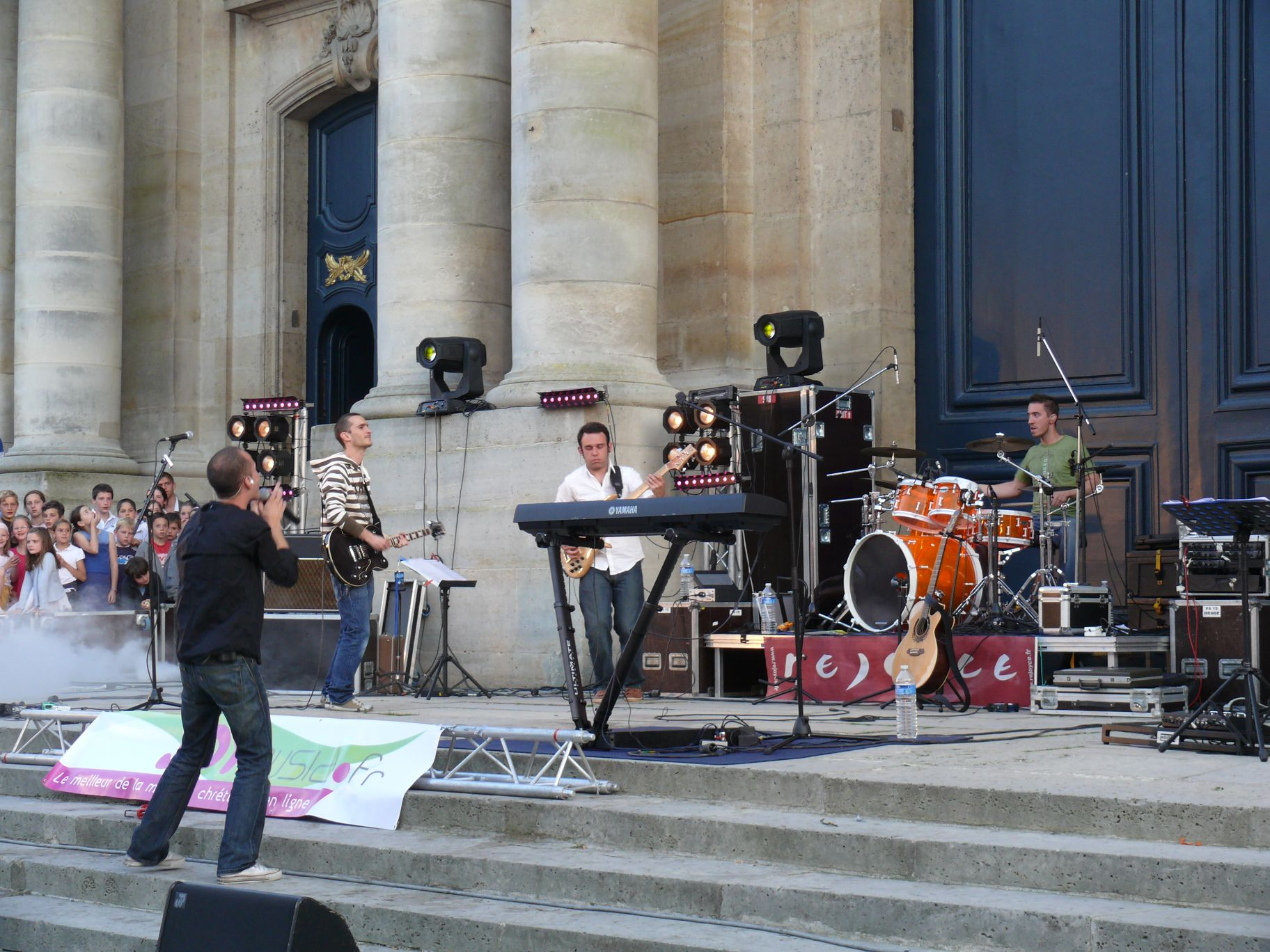
Glorious en concert le 24 juin 2009 à la cathédrale de Versailles.

Après 18 mois de pause, Thomas et Benjamin Pouzin décident de relancer le groupe, Aurélien préférant se consacrer à sa famille. Soutenus par le cardinal Barbarin, ils lancent en novembre 2008 le projet Lyon Centre, inspiré des megachurches américaines : tous les jeudis soirs, Glorious anime une soirée de louange près de l'église Sainte-Croix de Lyon, puis à l'église Sainte-Blandine à partir de 2013, où ils animent la messe du dimanche soir. Ce projet est directement inspiré par l'église évangélique australienne Hillsong, que les frères Pouzin découvrent à Lyon en 2008 et dont ils apprécient la modernité. Glorious travaille en collaboration avec le curé David Gréa jusqu'en 2017, lorsque ce dernier quitte la prêtrise pour se marier. Ce retour s'accompagne d'un quatrième album, Génération louange, au style et aux paroles résolument pop-louange.
Glorious sort le 15 novembre 2010 son cinquième album studio, Citoyens des cieux , comprenant 11 morceaux composés à partir de textes bibliques. L'album s'accompagne d'un DVD live qui livre les premières images du groupe sur scène lors d’une soirée animée dans l'église Sainte-Croix à Lyon. L'album se place dans la continuité du précédent, gardant le même style de pop louange.

### Années 2010
Glorious lance en septembre 2010 sa cinquième tournée nationale avec plus de 70 dates et participe à l'animation des JMJ 2011 à Madrid. Anael Pin rejoint le groupe aux claviers en 2010.
En juin 2011, il anime pour la première fois le Frat (Fraternel) de Jambville, un grand rassemblement d'aumôneries d'Île-de-France, devant 12 000 collégiens de la région. Pour l'occasion, le groupe a créé l'hymne du Frat intitulé Qu'as-tu à donner ?[réf. nécessaire]. Ce concert fait l'objet d'un album live (Live Frat 2011).
Le 15 octobre 2011, le groupe est invité par le pape Benoit XVI au Vatican, afin d’interpréter deux chansons, dans le cadre de la réunion du dicastère pour la nouvelle évangélisation[réf. nécessaire].
En avril 2013, Glorious sort un nouvel album studio intitulé Électro pop louange, qui mêle rythmes gospel et morceaux électro. Le groupe est aussi à nouveau invité au Frat de Jambville et en crée un nouvel hymne : Des cris de joie. Cette année, le groupe créé la Worship Academy (basée dans leur paroisse Lyon Centre - Sainte-Blandine à Lyon) : des candidats sont auditionnés et quatre sélectionnés pour une formation musicale et spirituelle, dans le but de redynamiser l'animation des messes. En 2014, Glorious accompagne ainsi pendant un an le groupe Hopen (formé également d'une fratrie), contribuant à la composition et l'enregistrement de son premier album . Par la suite, ils forment deux autres groupes de pop louange : "Be Witness" en 2015-2016, puis "Echo" en 2016-2017.
De nouveau, du 22 au 25 mai 2015, Glorious se rend au Frat devant environ 12 000 jeunes spectateurs avec pour hymne cette fois le morceau Des milliers. Le 11 juin 2015, le groupe est reçu en audience privée par le pape François, en même temps que le groupe Hopen. C'est également au cours de cette année que sort le premier album de l'église Lyon Centre intitulée Messe de la Grâce, qui est un ordinaire de messe. Composé par Glorious, l'album est interprété par Glorious, Hopen et 800 paroissiens de la paroisse Lyon Centre - Sainte-Blandine. 
Le 17 mai 2015, le cardinal Barbarin nomme les frères Pouzin « lecteurs », les autorisant à prêcher et à conduire la prière. Il s'agit d'une démarche très rare dans l'Église catholique. 
En juillet 2016 sort leur neuvième album intitulé 1 000 échos. Le groupe est à nouveau invité au Frat de Jambville en 2017 et crée un nouvel hymne, Nos mains vers le Ciel. Sort alors leur album Messe du Frat qui est un ordinaire de messe.
Le 4 juillet 2017, Glorious est à Paris sur la scène des Angels Music Awards à l'Olympia, et parraine cette deuxième édition de la musique inspirée. Glorious sort fin 2017 l'album Noël, composé de chansons traditionnelles de Noël et de quelques compositions. En 2017, le groupe compte alors dix membres (en incluant la technique et la logistique).
En 2018, Glorious met en musique le poème de sainte Thérèse de Lisieux pour l'album de Natasha St-Pier Aimer c'est tout donner. En fin d'année 2018, Glorious sort son nouvel album "Promesse", avec six clips enregistrés dans leur église et un duo avec Natasha St-Pier, Le Cantique des cantiques.
En 2019, le groupe joue une cinquantaine de concerts à guichets fermés. Il anime le Frat de Jambville qui réunit plus de 10 000 jeunes durant le week-end de la Pentecôte 2019.
Le groupe annonce fin 2019 vouloir prendre une pause d'au moins deux ans.

### Années 2020
Fin 2020, Glorious sort en avant première son douzième album studio : Royaume, avec cinq nouveaux titres.
En 2022, ils animent le Frat de Jambville devant plus de 8000 jeunes pendant le week-end de la Pentecôte. Le groupe joue un concert au palais des congrès de Paris pour ses vingt ans.
Le 23 septembre 2023, ils chantent au stade Vélodrome de Marseille juste avant la messe en présence du pape François. Cette même année, le groupe sort son 13ème album Ruah.
En 2024, ils animent de nouveau le Frat de Jambville devant plus de 11500 jeunes pendant le week-end de la Pentecôte. Une nouvelle tournée a lieu en 2024-2025,.

## Style et public
Glorious tire ses influences musicales de la pop française et anglo-saxonne, mais s'inspire surtout des groupes américains de musique chrétienne tels que Hillsong United, Jesus Culture ou Saddleback. À leurs débuts, les trois frères Pouzin sont influencés par la musique de la communauté de l'Emmanuel et le groupe Exo,. Initialement catégorisé comme « rock chrétien », Glorious revendique ensuite le terme « pop louange » pour définir leur style.  
Alors que le premier album Glorious est fortement marqué par la louange, le suivants Libre prend un tournant plus rock, avec les paroles plus variées. Des ombres et des lumières garde un son rock tout en abordant des thématiques plus intimistes dans les paroles, racontant le vécu des membres. Glorious tente de s'ouvrir à un nouveau public, en rendant les références religieuses moins explicites.  
Toutefois, le public n'est pas au rendez-vous et Glorious, après un an et demi de pause, revient résolument à la pop louange. Ainsi, les mélodies dans l'album Citoyens des cieux (2010) sont « simples et entraînantes », plusieurs morceaux ont des chœurs. Avec l'album Electro pop louange (2013), le groupe s'ouvre aux sonorités électro et incorpore davantage de synthétiseurs dans ses arrangements. Pour autant, ce n'est pas un changement radical, « Glorious reste fidèle à ce qu'il sait faire de mieux ».  
Les chansons sont pensées pour le live et les soirées de louange. Lors des concerts, les paroles sont projetées sur écran géant afin que le public puisse chanter et participer,. Pour Le Point, les morceaux de Glorious sont des « tubes taillés pour les dancefloors ». Ouest-France décrit ainsi la pop louange de Glorious et Hopen : « ça ressemble à de la musique pop, à du rock, voire de l’électro, mais les textes parlent d’espérance, de foi, et il n’est pas rare qu’un passage de l’Evangile soit repris comme refrain ». Le succès rencontré par Glorious montre également que l'Église catholique fait preuve d'une certaine ouverture envers la musique électro pop. 
Benjamin Pouzin explique « [ne pas vouloir] faire de la musique pour faire de la musique », mais au contraire chercher à évangéliser le plus grand nombre de personnes, en les touchant à travers la musique et la louange : « Glorious ne donne pas des concerts, mais aide les gens à prier ». 
Le public de Glorious est jeune, les frères Pouzin cherchant à toucher « la génération JMJ ». Alors qu'à ses débuts le groupe essaie de toucher un public athée, le retour à la pop louange s'adresse avant tout aux jeunes croyants : « on fait de la musique de prière (…) on fait d'abord de la musique pour des chrétiens ». Le but recherché est moins de convertir que de nourrir la foi des adeptes.

## Réception
En 2005, Le Monde qualifie Glorious de « boys band catholique BCBG », bien que les membres récusent cette appellation et se défendent d'être un simple produit marketing. Famille chrétienne indique que le groupe « [reprend] les techniques commerciales qui ont permis [aux] groupes chrétiens de percer outre-Atlantique ». La Vie explique le succès du groupe par le mélange entre concert pop et veillée de prière, qui « montre un visage plus moderne de l'Eglise » et France 3 Rhône-Alpes estime que Glorious montre une « pratique décomplexée de la foi ». Les tournées sont un élément clé de la réussite et de la longévité du groupe, qui se produit très régulièrement dans des églises pleines. Les frères Pouzin répondent aux critiques de dérive commerciale en se présentant comme « des professionnels qui se donnent les moyens de propager la parole de Dieu ».
En 2010, les membres de Glorious condamnent dans une tribune la contre-manifestation menée par des catholiques identitaires contre un kiss-in organisé par des associations LGBT à l'occasion de la journée mondiale contre l'homophobie. Ils refusent d'être assimilés à ces « identitaires, extrémistes, militants politiques (...) n'ayant de catholique que le nom », certains faisant même le salut nazi. Il s'agit toutefois d'une des rares prises de position du groupe, qui préfère rester neutre sur les sujets tels que la PMA, l'avortement ou le mariage homosexuel, s'en remettant à la conscience individuelle de chacun. En avril 2018, ils remettent un de leurs albums à Emmanuel Macron lors d'une soirée au collège des Bernardins.

## Membres

### Membres actuels
- Thomas Pouzin - piano, guitare, chant[6]
- Benjamin Pouzin - guitare, chant, chœurs[6]
- David Grail - batterie
- Obed Rajaiah - basse
- Mika Andriaa - clavier
- Alizée Eyer - chant, chœurs[36]
- Marie Cazenave - chant, chœurs[36]
- Pauline Betuel - chant, chœurs

### Anciens membres
- Julien Sarazin - basse
- Anaël Pin - clavier
- Aurélien Pouzin - basse[6], guitare (2002-2007)
- Jean Prat - batterie[43]
- Gaëtan Verrier Bert - guitare
- David Allevard - batterie

## Discographie

### Singles
- 2005 : Une vie pour une génération, single hommage au Pape Jean-Paul II
- 2011 : En Cristo, chanson pour les JMJ 2011
- 2012 : Nous dansons
- 2014 :  † = ♥ #DisLeAuMonde
- 2015 : Notre Père
- 2015 : Louez-Le
- 2016 : Bienvenue, premier single du nouvel album, 1000 Échos, sortie officielle en septembre 2016
- 2016 : Plus jamais le même
- 2016 : Relever le faible
- 2016 : Ave Maria avec les Petits Chanteurs de Saint-Thomas d'Aquin
- 2018 : Le Cantique des Cantiques (Duo avec Natasha St-Pier)